# Otto Hinterhuber
Otto Hinterhuber (* 28. November 1839 in Mondsee; † 29. Dezember 1929 in Salzburg) war ein österreichischer Oberbergrat und Bergwerksdirektor.
Hinterhuber war der Sohn des Apothekers und Botanikers Rudolph Hinterhuber (1802–1892). Hinterhuber war zunächst als Bergverwalter in den Kohlengruben der Firma Klein bei Bersaska tätig, bevor er in Salzburg zum Bergwerksdirektor ernannt wurde. Nach seiner Pensionierung war er für mehrere Jahre Laienrichter im Bereich der Bergbaukunde für Salzburg.
Er interessierte sich für Geologie und beschrieb aus den Gosau-Schichten stammende Fossilien. Auch während seiner beruflichen Tätigkeit im Bergbau betätigte er sich als Sammler. Insbesondere im Bereich der Kopffüßer-Fossilien konnte er der Wissenschaft wertvolle Funde zur Verfügung stellen. Auf dem Gebiet der heutigen südlichen Mittelslowakei nahm er eine geologische Landesaufnahme vor, die er 1866 vorstellte.

## Veröffentlichungen
- Das westliche Blatt der geologischen Uebersichtskarte von Mähren und Schlesien. In: Jahrbuch der Kaiserlich-Königlichen Geologischen Reichsanstalt 15, 1865, S. 107–108.
- Geologische Karte der Umgebungen von Losoncz, Szokal und Ludany. In: Jahrbuch der Kaiserlich-Königlichen Geologischen Reichsanstalt 16, 1866, S. 58–59.
- Neues Spatheisensteinvorkommen bei Swatoslau NW. von Brünn. In: Jahrbuch der Kaiserlich-Königlichen Geologischen Reichsanstalt 15, 1865, S. 108–109.
- Petrefacten der Gosauformationen aus dem Strobl-Weißenbachthale bei St. Wolfgang. In: Jahrbuch der Kaiserlich-Königlichen Geologischen Reichsanstalt 1866, S. 16–17.
- Die Steinkohlenablagerung der Umgebung von Kladno. In: Jahrbuch der Kaiserlich-Königlichen Geologischen Reichsanstalt 16, 1866, S. 152–158.
- Der Bergbau in Salzburg 1867-1892, Festschrift des Technischen Clubs, 1893